# Mülchi
Mülchi (toponimo tedesco) è una frazione di 253 abitanti del comune svizzero di Fraubrunnen, nel Canton Berna (regione di Berna-Altipiano svizzero, circondario di Berna-Altipiano svizzero).

## Geografia fisica
Mülchi è situato nella valle del fiume Limpach; il territorio comunale, prima dell'accorpamento a Fraubrunnen, aveva un'area di 3,8 km² e di questa estensione il 76,7% era riservata alla produzione agricola, il 17,8% era coperta da foreste, il 4,7% era costruito (case o strade) e il rimanente 0,8% era improduttivo.

## Storia

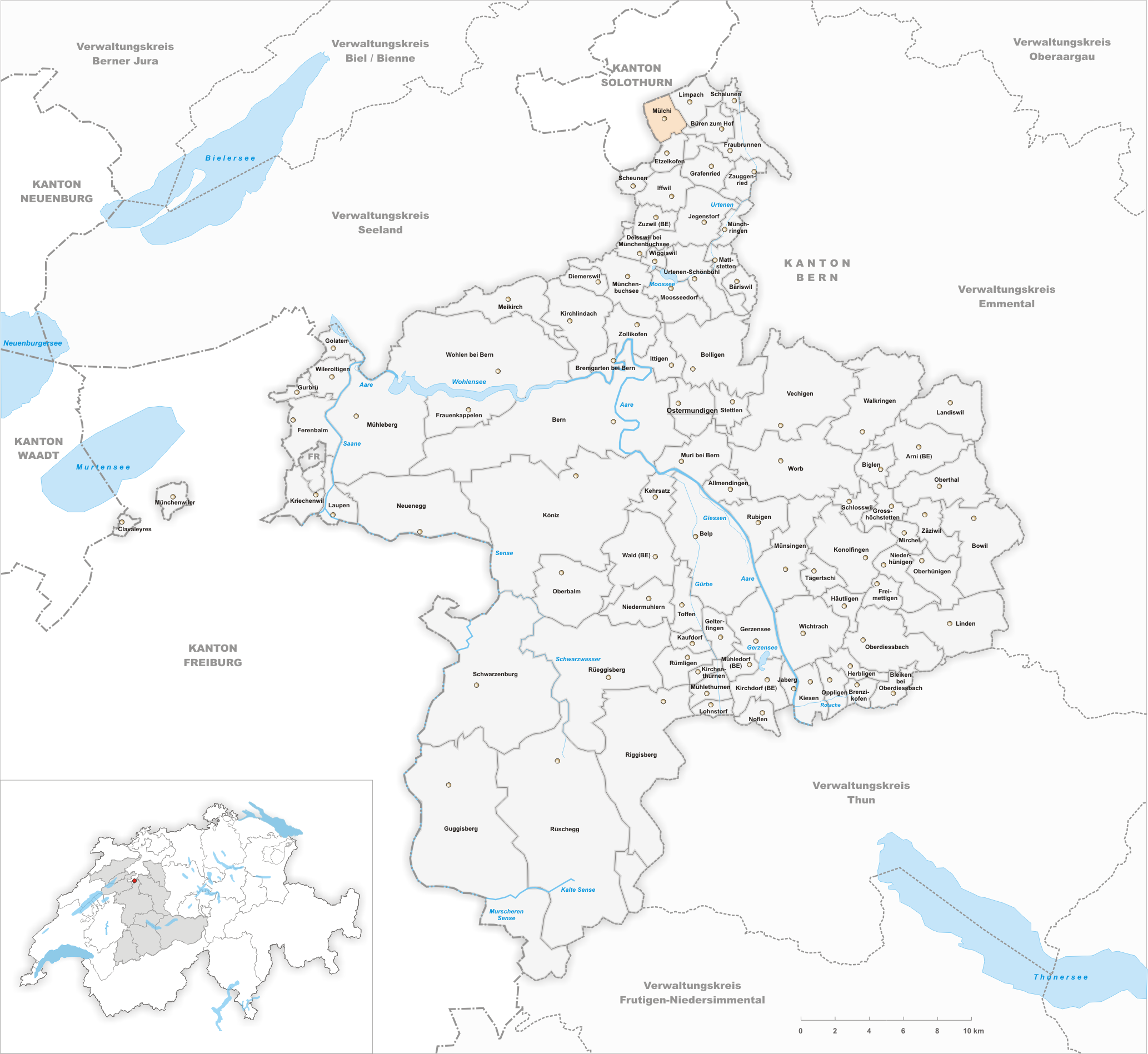
Il territorio del comune di Mülchi prima degli accorpamenti comunali del 2014

Mülchi risulta menzionato per la prima volta nel 1302 come Mulnhein; già comune autonomo che si estendeva per 3,8 km², il 1° gennaio2014 è stato accorpato a Fraubrunnen assieme agli altri comuni soppressi di Büren zum Hof, Etzelkofen, Grafenried, Limpach, Schalunen e Zauggenried.

## Società
Al 2000, la popolazione era così distribuita: bambini e ragazzi fra 0 e 19 anni, 25,7%; adulti tra i 20 e i 64 anni, 61,2%; anziani oltre i 65 anni, 13,1%. Il 73,6% della popolazione adulta aveva completato l'istruzione superiore non obbligatoria.

### Evoluzione demografica
L'evoluzione demografica è riportata nella seguente tabella:
Abitanti censiti

### Etnie e minoranze straniere
Nel 2007 il 4,3% degli abitanti erano stranieri.

### Lingue e dialetti
Nel 2007 la lingua maggiormente parlata dalla popolazione era il tedesco (95,9%), l'italiano era al secondo posto con l'1,6% e il francese al terzo (1,2%).

## Economia
Il tasso di disoccupazione è dello 0,24%. Al 2005, gli addetti del settore primario erano 56, con 19 aziende operanti nel settore; nel secondario i lavoratori erano quattro, con una sola azienda. Quattro persone erano impiegate nel settore terziario, con tre aziende nel settore.

## Amministrazione
Ogni famiglia originaria del luogo fa parte del cosiddetto comune patriziale e ha la responsabilità della manutenzione di ogni bene ricadente all'interno dei confini del comune.